# Atlet AB
Atlet è una società che produce e commercializza carrelli elevatori per trasporto interno ed esterno. L'azienda offre anche servizi correlati ai carrelli elevatori e alla movimentazione del materiale, come l'analisi della logistica, la formazione e l'assistenza tecnica. La sede, lo stabilimento produttivo e il centro di formazione si trovano a Mölnlycke, vicino a Göteborg, in Svezia.
Atlet fa parte di Mitsubishi Nichiyu Forklift Co., Ltd. e ha filiali in Belgio, Danimarca, Francia, Lussemburgo, Norvegia, Svezia, Paesi Bassi, Regno Unito, Germania e Stati Uniti. I suoi rivenditori sono presenti in altri 36 paesi.

## Storia

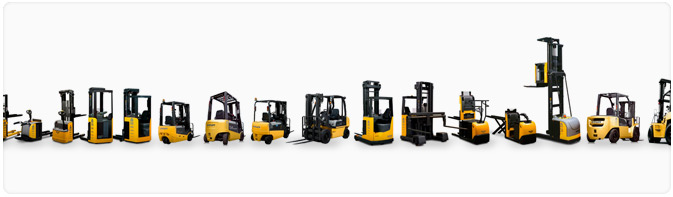
Gamma

Knut Jacobsson fondò la Elitmaskiner a Göteborg nel 1958. A quell'epoca, l'azienda costruiva solo carrelli per trasporto interno. Il nome Elitmaskiner diventò poi Atlet nel 1966.
L'azienda ha iniziato costruendo carrelli manuali per pallet. Attorno al 1960, gli stoccatori elettrici e i carrelli retrattili dominavano il mercato. Knut Jacobsson ha poi inventato il carrello elevatore elettrico a timone, che aveva una capacità di sollevamento paragonabile ai carrelli retrattili ma poteva essere utilizzato in corsie più strette grazie ai suoi stabilizzatori laterali brevettati.
Atlet ha iniziato a offrire formazione agli operatori dei carrelli elevatori negli anni '70. Le innovazioni tecniche sono continuate con le simulazioni computerizzate delle soluzioni per la gestione dei magazzini, con i carrelli automatici e i sistemi terminali mobili, e tra il 1988 e il 1994 Atlet ha partecipato a un progetto di sviluppo in collaborazione con medici e terapisti occupazionali. Da questa collaborazione è nato Tergo, un carrello retrattile dotato di particolari soluzioni ergonomiche come il sistema di sterzo mini e il bracciolo flottante.
Nissan Forklift, consociata di Nissan Motor Company, ha comprato la Atlet AB nel 2007. Nissan Motor Company si è staccata dalla sua Industrial Machinery Division creando una nuova società, la "Nissan Forklift Co., Ltd.", diventata operativa a partire dal 1º ottobre 2010.
Nel 2012 inizia una fusione tra Nissan Forklift Co., Ltd e  TCM Corporation (archiviato dall'url originale il 17 febbraio 2020)., dal 2013 queste due entità operano come  Unicarriers Corporation (archiviato dall'url originale il 17 novembre 2019).
Nel gennaio del 2017 Mitsubishi Nichiyu Forklift Co., Ltd. che deteneva già il 35% delle azioni di Unicarriers Corporation ha terminato l'operazione di acquisto del restante 65% delle quote societarie trasformandola di fatto in una sua controllata.